# Espolada Hokkaido
Maillots
Espolada Hokkaido (エスポラーダ北海道) est un club japonais de futsal évoluant en F.League. Le club est basé dans la ville de Sapporo, sur l'île et la  préfecture de Hokkaido. Le club évolue dans l'Hokkaido Prefectural Sports Center.

## Histoire
Fondé en 2008, le club évolue en F. League depuis 2009, première division japonaise de futsal. Le club n'a encore rien remporté en championnat depuis sa création.
Lors de la saison 2011-2012, le club recrute, en prêt, Kazuyoshi Miura, âgé alors de 45 ans, qui évoluait au Yokohama FC en J. League 2.

## Performances de l'équipe
| Saison  | Championnat | Points | Matchs | Victoires | Nuls | Défaites | Buts pour | Buts contre | Différence | Classement | Playoffs |
| ------- | ----------- | ------ | ------ | --------- | ---- | -------- | --------- | ----------- | ---------- | ---------- | -------- |
| 2009-10 | F. League   | 40     | 27     | 12        | 4    | 11       | 80        | 81          | -1         | 4e         | Non      |
| 2010-11 | F. League   | 28     | 27     | 8         | 4    | 15       | 78        | 104         | -26        | 7e         | Non      |
| 2011-12 | F. League   | 28     | 27     | 8         | 4    | 15       | 66        | 96          | -30        | 9e         | Non      |
| 2012-13 | F. League   | 40     | 27     | 11        | 7    | 9        | 76        | 88          | -12        | 6e         | Non      |
| 2012-13 | F. League   | 23     | 17     | 7         | 2    | 8        | 34        | 56          | -22        | 7e         |          |
| Total   | Total       | Total  | 125    | 46        | 21   | 58       | 334       | 425         | -91        |            |          |

## Joueurs

### Effectif actuel
| Nationalité | Nom               | Numéro |
| ----------- | ----------------- | ------ |
| Japon       | Yushi Sekiguchi   | 1      |
| Japon       | Takehiro Takayama | 2      |
| Japon       | Junsei Yoshida    | 3      |
| Japon       | Daisuke Ichiba    | 4      |
| Japon       | Shinya Kasama     | 5      |
| Japon       | Tomohiro Kudo     | 6      |
| Japon       | Osamu Kanazawa    | 7      |
| Japon       | Kyoya Abe         | 8      |
| Japon       | Manabu Nakamura   | 9      |
| Japon       | Yutaro Suzuki     | 10     |
| Japon       | Shota Horigome    | 12     |
| Japon       | Seiya Kamazuka    | 13     |
| Japon       | Osamu Uegai       | 14     |
| Japon       | Shogo Murota      | 15     |
| Japon       | Yuto Kinoshita    | 16     |
| Japon       | Genta Mizukami    | 17     |
| Japon       | Kensuke Ando      | 18     |
| Japon       | Yuta Saga         | 19     |
| Japon       | Ryo Anada         | 20     |
| Japon       | Hiroyuki Tsuruoka | 21     |
| Japon       | Keiji Jin         | 22     |

### Joueurs emblématiques
- Kazuyoshi Miura